# Verfassung für Württemberg-Baden
Die Verfassung für Württemberg-Baden vom 28. November 1946 wurde durch das Gesetz vom 29. März 1949 (RegBl. S. 43) geändert und durch Artikel 94 Absatz 2 der Verfassung des neugegründeten Baden-Württembergs vom 11. November 1953 aufgehoben. Die Verfassung war in die zwei Hauptabschnitte „Vom Menschen und seinen Ordnungen“ und „Vom Staat“ sowie den Schlussbestimmungen unterteilt. Württemberg-Baden ging am 25. April 1952 mit Württemberg-Hohenzollern und Baden im Bundesland Baden-Württemberg auf.